# Pinanga tashiroi
Pinanga tashiroi là loài thực vật có hoa thuộc họ Arecaceae. Loài này được Hayata miêu tả khoa học đầu tiên năm 1913.